# Esquí de fons als Jocs Olímpics d'hivern de 1952 - 10 quilòmetres femenins
Als Jocs Olímpics d'Hivern de 1952 celebrats a la ciutat d'Oslo (Noruega) es disputà una prova de 10 quilòmetres d'esquí de fons en categoria femenina, esdevenint la primera vegada que les dones participaven en una competició olímpica d'esquí de fons. La prova es disputà el dia 23 de febrer de 1952 a les instal·lacions d'Oslo.

## Comitès participants
Hi participaren un total de 20 esquiadores de 8 comitès nacionals diferents.
| - Alemanya (1) - Àustria (1) - Finlàndia (4) - França (2) |  | - Itàlia (2) - Iugoslàvia (2) - Noruega (3) - Suècia (4) |

## Resum de medalles
| Or            | Argent          | Bronze         |
| Lydia Wideman | Mirja Hietamies | Siiri Rantanen |

## Resultats
| Posició | Esquiadora          | Temps      | Temps |
| Posició | Esquiadora          | Als 5,5 km | Final |
| ------- | ------------------- | ---------- | ----- |
| 1       | Lydia Wideman       | 23:00      | 41:40 |
| 2       | Mirja Hietamies     | 24:00      | 42:39 |
| 3       | Siiri Rantanen      | 24:15      | 42:50 |
| 4       | Märta Nordberg      | 24:10      | 42:53 |
| 5       | Sirkka Polkunen     | 24:10      | 43:07 |
| 6       | Rakel Wahl          | 25:20      | 44:54 |
| 7       | Marit Øiseth        | 25:40      | 45:04 |
| 8       | Margit Albrechtsson | 25:05      | 45:05 |
| 9       | Eivor Alm           | 25:30      | 45:20 |
| 10      | Gina Sigstad        | 25:35      | 45:37 |
| 11      | Sonja Edström       | 25:45      | 45:41 |
| 12      | Jorun Askersrud     | 26:50      | 47:45 |
| 13      | Hanni Gehring       | 28:10      | 50:39 |
| 14      | Nada Birko          | 28:30      | 50:44 |
| 15      | Josette Baisse      | 28:45      | 51:43 |
| 16      | Angela Kordež       | 28:55      | 52:33 |
| 17      | Fides Romanin       | 31:00      | 54:43 |
| 18      | Michèle Angirany    | 30:30      | 54:56 |
| -       | Ildegarda Taffra    | NF         | -     |
| -       | Lizzy Kladensky     | NF         | -     |

NF: no finalitzà